# Gmina Niles (Iowa)

Położenie Gminy Niles w hrabstwie Floyd

Gmina Niles (ang. Niles Township) – gmina w USA, w stanie Iowa, w hrabstwie Floyd. Według danych z 2000 roku gmina miała 533 mieszkańców, a jej powierzchnia wynosi 89,67 km².